# Musterzulassung

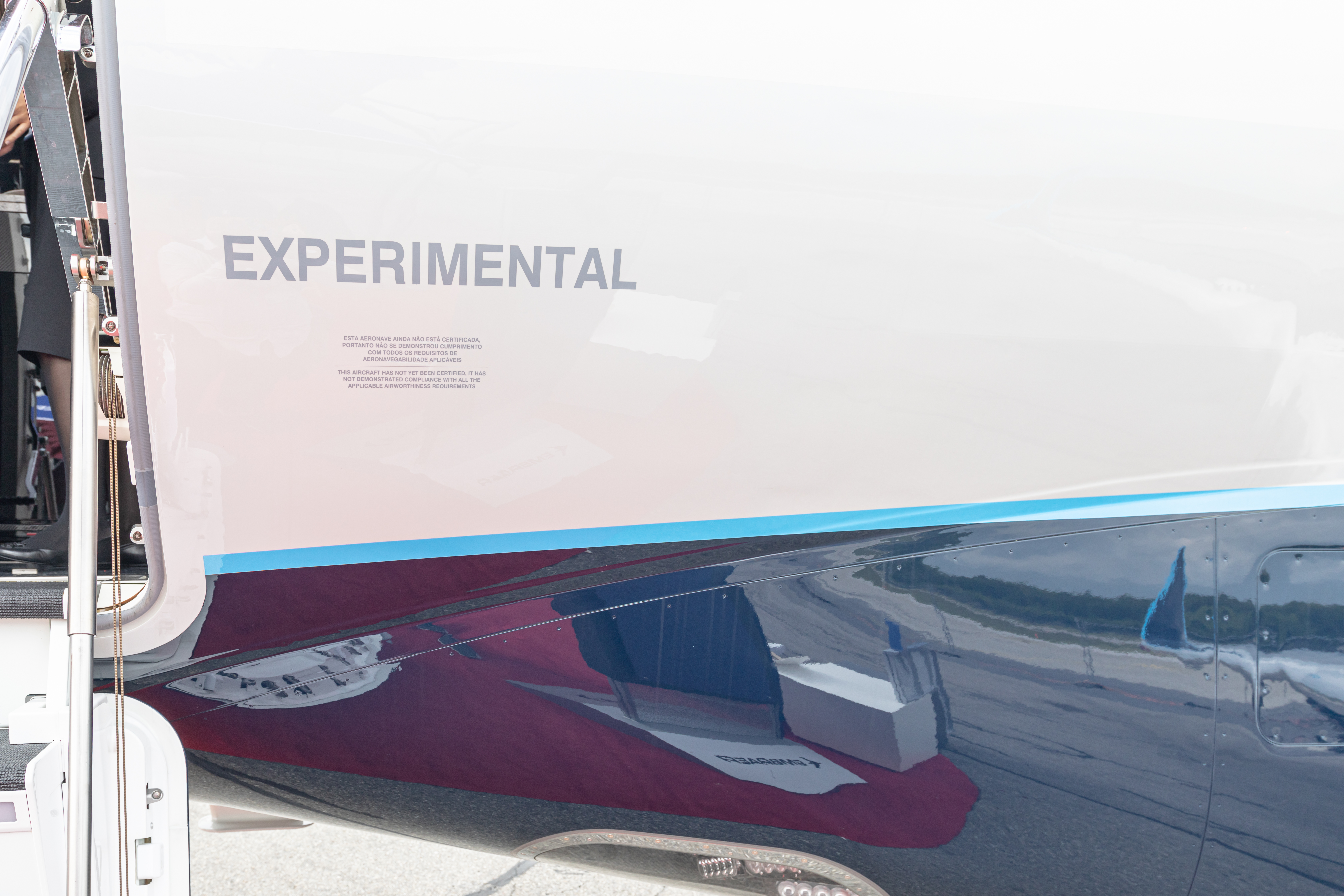
Markierung eines Flugzeugs ohne Musterzulassung

Die Musterzulassung (englisch type certificate für das Dokument; type certification für den Prozess) bezeichnet die offizielle Zulassung (Zertifizierung) eines Flugzeugmusters zum Luftverkehr. Im Gegensatz dazu existiert für einzelne Luftfahrzeuge im Selbstbau auch eine Einzelstückzulassung. Musterzulassungen sind auch für die verwendeten Triebwerke, Propeller, Geräte und Ausrüstungen erforderlich. Sie erfolgen durch die Luftfahrtbehörde des Staates, in dem das Luftfahrzeug später registriert wird. Im Rahmen der Zulassung wird überprüft, ob die zugrunde liegenden Bauvorschriften erfüllt wurden. Der Wortbestandteil Muster bezieht sich auf die Gültigkeit für Bau- oder Modellreihen (Flugzeugmuster/-typen).
Musterzulassungen sollen die Sicherheit des Luftverkehrs gewährleisten. Neben der Musterzulassung benötigt ein einzelnes Luftfahrzeug noch ein sogenanntes Lufttüchtigkeitszeugnis, um am Luftverkehr teilnehmen zu dürfen.

## Deutschland
In Deutschland regelt die Luftverkehrs-Zulassungs-Ordnung (LuftVZO) die Einzelheiten zur Musterzulassung, insbesondere, welche Luftfahrtgeräte eine Musterzulassung benötigen. Die Musterzulassung basiert auf den Lufttüchtigkeitsanforderungen. Sie wird für zivil eingesetzte Luftfahrzeuge vom Luftfahrt-Bundesamt, mit Genehmigung der EASA oder von dieser direkt, erteilt. Für die Musterzulassung militärischer Luftfahrzeuge und deren Ausrüstung ist das Luftfahrtamt der Bundeswehr zuständig. Ultraleichtflugzeuge bis 120 kg Leermasse sind von der Muster- und Verkehrszulassungspflicht befreit.